# 小行星25039
小行星25039（25039 Chensun）是一颗绕太阳运转的小行星，为主小行星带小行星。该小行星于1998年8月19日发现。

## 轨道参数
小行星25039的轨道半长轴为342 572 391 km，2.2899224 UA，离心率为0.152。